# Rovana Plumb
Rovana Plumb (n. 22 iunie 1960, București, România) este o politiciană română, membră a Partidului Social Democrat. Este în prezent europarlamentar și președinte al Organizației Județene PSD Dâmbovița, dar și vicepreședinte al PES Women. Fost ministru al fondurilor europene în cabinetele Grindeanu, Tudose și Dăncilă. A fost de asemenea, ministru al mediului și schimbărilor climatice în cabinetele Ponta 1 și Ponta 2, de asemenea și Ministrul al Muncii în cabinetele Ponta 3 și Ponta 4. A deținut și funcția de ministru interimar în cabinetul Dăncilă, al Ministerului Educației (45 zile) dar și al Ministerului Transporturilor (45 zile). Rovana Plumb a deținut și funcția de președinte interimar al Partidului Social Democrat în perioada 24 iunie-22 iulie 2015.

## Cariera politică
În 1994, Rovana Plumb s-a înscris în Partidul Democrației Sociale din România (PDSR). În 2000, ea a devenit membră a Partidului Social-Democrat (PSD), partid rezultat din fuziunea PDSR cu PSDR. În 2003, a devenit secretar-general al Organizației de Femei Social-Democrate (OFSD). La alegerile parlamentare din 2004, a obținut un mandat de deputat de Vâlcea. În 2005, a fost aleasă președintele OFSD. În 2007, și-a dat demisia din Parlament, a fost înlocuită de deputatul Vasile Bleotu și a obținut un mandat de deputat în Parlamentul European, fiind realeasă în 2009.
În perioada 2001 – 2004 s-a  remarcat în cadrul funcției de președintă a Autorității Naționale pentru Protecția Consumatorilor, având rang de Secretar de Stat, în Guvernul României.
În cadrul activității sale parlamentare, Rovana Plumb a fost membră în următoarele grupuri parlamentare de prietenie: 
- în legislatura 2004-2008: Republica Croația, Regatul Suediei;
- în legislatura 2012-2016: Republica Portugheză, Republica Federativă a Braziliei;
- în legislatura 2016-2020: Republica Portugheză, Republica Populară Chineză, Regatul Hașemit al Iordaniei.

## Ministrul Mediului și Schimbărilor Climatice
În luna mai 2012 Victor Ponta a fost învestit în funcția de Prim-ministru al României în fruntea Guvernului USL, ca urmare a căderii Guvernului Ungureanu, rezultat al adoptării moțiunii de cenzură USL. Rovana Plumb a fost desemnată să ocupe funcția de Ministru al Mediului și Schimbărilor Climatice în Guvernul Ponta.
În decembrie 2012, ca urmare a victoriei categorice obținute în alegerile parlamentare de către USL, a fost învestit Guvernul Ponta 2, în care Rovana Plumb obține un nou mandat de ministru.
De numele ministrului Plumb se leagă campania din noiembrie 2012 „Împădurim România”, atunci când Ministerul Mediului a plantat peste 26 de milioane de puieți în 18 județe și în Capitală, pe o suprafață de 2.590 de hectare. De asemenea, în aprilie 2013 ministrul Rovana Plumb a semnat  contractul de finanțare, în valoare de 170.450.084 Euro, al proiectului „Protecția și reabilitarea părții sudice a litoralului românesc al Mării Negre în zona municipiului Constanța și Eforie Nord”, prin care sunt propuse măsuri de protecție a eroziunii costiere împotriva riscului de eroziune, pe o lungime de 7,3 km de plajă, în cinci locații prioritare din partea sudică a litoralului românesc al Mării Negre.  

## Activitate europarlamentar
În perioada 2009 – 2012 a fost membră din partea PSD în Parlamentul European, deținând funcția de vicepreședintă a Grupului Alianței Progresiste a Socialiștilor și Democraților (S&D) în Parlamentul European. De asemenea, Rovana Plumb a fost membră în comisia pentru Ocuparea forței de muncă și afaceri sociale (EMPL), în comisia de Mediu, sănătate publică și siguranță alimentară  (ENVI) și în comisia pentru Drepturile femeii și egalitatea de gen (FEMM).
În anul 2011 Parlamentul European a votat cu majoritate de voturi raportul eurodeputatei PSD Rovana Plumb, privind feminizarea sărăciei în Uniunea Europeană. Raportul propunea o serie de măsuri pentru combaterea sărăciei femeilor europene, atât în general, cât și țintit pe categorii vulnerabile. Rovana Plumb a precizat că Uniunea Europeană și autoritățile naționale nu mai pot continua să ignore problema economică și socială a sărăciei cu care se confruntă una din cinci femei în Uniunea Europeană.
De asemenea, în cadrul Parlamentului European s-a remarcat prin activitatea intensă în comisia ENVI, deținând un rol de coordonator în cadrul grupului S&D în domeniul locurilor de munca „verzi”. 

## Organizația de femei
În anul 2005 Rovana Plumb a fost aleasă în funcția de președintă a Organizației de Femei a Partidului Social Democrat. În 2010, Rovana Plumb a fost validată, cu unanimitate de voturi, în fruntea organizației de femei pentru un nou mandat. Invitată specială la Conferința Națională a social democratelor a fost Zita Gurmai, președinta Organizației de femei a Partidului Socialiștilor Europeni.
În anul 2011 Organizația de Femei a PSD a lansat la Mamaia, în cadrul Școlii de Vară, studiul „Sărăcia este de gen feminin - Sărăcia și impactul crizei asupra femeilor. O perspectivă românească și europeană". Rovana Plumb a afirmat că, în perioada crizei, ponderea femeilor cu salarii sub 1.500 de lei a crescut de la 60 la 65 la sută. „Criza economică a afectat largi categorii de populație în România. Printre cele mai mari victime ale crizei economice și ale măsurilor guvernamentale se numără femeile. Politicile guvernamentale de combatere a crizei au avut ca efect scufundarea în sărăcie a românilor, iar în rândul femeilor acest efect a fost resimțit mai puternic decât în rândul bărbaților", se precizează în studiu.
În octombrie 2013 Rovana Plumb a fost reconfirmată Arhivat în 19 martie 2014, la Wayback Machine. pentru un nou mandat cu programul „Românca în 2020” la Conferința Națională a Organizației Femeilor Social-Democrate (OFSD), care s-a desfășurat la Iași. În cadrul evenimentului, președinta OFSD a susținut un discurs în care a vorbit despre necesitatea îmbunătățirii condiției femeii din România, prin crearea de politici și strategii cu privire la protejarea femeii de violența în familie, crearea de inițiative și parteneriate cu instituțiile de profil pentru eliminarea stereotipurilor de gen, inclusiv prin combaterea degradărilor imaginii sale în spațiul public.
În data de 8 martie 2014, Rovana Plumb a lansat Arhivat în 19 martie 2014, la Wayback Machine. „Manifestul European al femeilor social-democrate din România” în care a pledat pentru ca româncele să se bucure de protecție, drepturi egale și sprijin real în Uniunea Europeană. 

## Activitate profesională
În perioada 1995-2000, a ocupat funcția de președinte la S.C. Gerovital Cosmetics S.A.
Între 1992-1994 a fost director comercial la S.C. Miraj S.A. București.
Între 1985 – 1992 a fost șef compartiment Plan Organizare la I.P.C. Miraj București.
În perioada 1984 - 1985, a fost inginer stagiar la I.P.C. Miraj București.
În perioada ianuarie 2001 - iulie 2004, a fost director ANPC Arhivat în 14 august 2019, la Wayback Machine.

## Educație
Din iulie 2004 este doctor în științe Economice, Managementul Sistemelor Industriale, titlu obținut la Universitatea Politehnică București.
În 2003 a urmat un curs de specializare în probleme legate de protecția consumatorilor (Grecia) și altul de siguranța și controlul produselor cosmetice, la Vrije University (Bruxelles).
În 2002 a urmat cursuri de Extinderea UE și noi tendințe pentru evaluarea conformității (Portugalia).
În 1999, a urmat cursuri de Managementul schimbării și inovației, organizate de University College (Dublin) și de Management strategic, la George Washington University (USA).
În 1994, a absolvit cursuri de Comerț internațional, la Institutul Roman de Management.
În 1987, a urmat cursuri de Creșterea productivității prin organizarea muncii, la Academia de Studii Economice. În 1984, a absolvit Facultatea de Utilaje și Ingineria Proceselor Chimice, de la Institutul Politehnic București.

## Critici
În octombrie 2014, presa a semnalat faptul ca "una dintre mașinile de lux ale familiei Rovanei Plumb-ministrul mediului pe atunci, un Audi Q7, este înmatriculată în Bulgaria, la Ruse, pentru a evita plata timbrului de mediu, care s-ar ridica la aproximativ 3.000 de euro, conform imaginilor obținute de România Liberă. Mașina este folosită de fiul și de soțul ministrului Plumb, însă în anii 2012 și 2013 mașina a figurat pe numele Rovanei Plumb, conform declarațiilor sale de avere"-Ziarul Financiar-20 octombrie 2014.

## Acuzații de corupție
La data de 22 septembrie 2017, DNA a transmis procurorului general al P.I.C.C.J, în vederea sesizării Camerei Deputaților, formularea cererii de urmărire penală față de Rovana Plumb sub acuzația de complicitate la infracțiunea de abuz în serviciu. Ea este suspectată că ar fi inițiat și promovat Hotărârea de Guvern 858/2013, cu încălcarea normelor în vigoare, fapt ce a sprijinit trecerea ilegală a unei părți din Insula Belina și Brațul Pavel în administrarea Consiliului Județean Teleorman, care ulterior le-a închiriat unei societăți comerciale.

## Distincții
În anul 2002 a fost decorată cu Ordinul „Serviciul Credincios”, în grad de Cavaler.